# She's Got Issues
«She's Got Issues» és el tretzè senzill de la banda californiana The Offspring, i el quart de l'àlbum Americana. També fou inclosa en l'EP A Piece of Americana (1998).
El títol està inspirat en la "psicologia barata" molt present en els programes d'entrevistes. Pel que fa a la música, es van inspirar en «Hold on Loosely» de 38 Special.
El videoclip fou dirigit per Jonathan Dayton i Valerie Faris, i l'animació fou a càrrec de Wayne White. Presenta el dia a dia d'una dona adulta, interpretada per Zooey Deschanel en un dels seus primers papers, i totes les seves emocions i sensacions són realçades mitjançant animacions grotesques. Fou inclòs en la compilació Complete Music Video Collection (2005).

## Llista de cançons
| Núm. | Títol                                                          | Durada |
| ---- | -------------------------------------------------------------- | ------ |
| 1.   | «She's Got Issues»                                             | 3:49   |
| 2.   | «The Kids Aren't Alright» (Full Mix)                           | 4:56   |
| 3.   | «All I Want» (directe)                                         | 2:29   |
| 4.   | «Pretty Fly (for a White Guy)» (The Baka Boyz Low Rider Remix) | 3:01   |